# New Axis Airways
New Axis Airways (conosciuta fino al 2006 col nome Axis Airways) è stata una compagnia aerea francese, con sede a Marsiglia, specializzata nei voli charter..

## Storia
Alle origini della società c'era Sinair, una sussidiaria di  Pan Européenne Air Services  costituita nel novembre 1999 a Grenoble con l'intento di trasportare velocemente collettame. Axis Partners rilevò l'azienda nel giugno 2000 e la ribattezzò nel febbraio 2001. La sede fu spostata a Marsiglia e l'impresa completamente rimodellata. Furono intraprese attività charter a breve e medio raggio con una flotta composta da BAe 146, Boeing 737 e anche Boeing 757. Le ambizioni furono frustrate dal difficile ambiente operativo del nuovo millennio e dall'accresciuta competizione sia interna che estera.
Nell'ottobre 2006 Axis Airways cessava i voli e dichiarava bancarotta. Poco dopo fu rilevata da un gruppo di nuovi investitori - Etoile de La Valentine (26%), Arkia Israel Airlines (20%), Gamma Travel (13%), ISF (35%) e Sarah Tours (6%) - e ribattezzata New Axis Airways. La società ripristinò le attività nel dicembre 2006 con i soli Boeing 737 e con 71 dipendenti (degli originari 160), ma la situazione generale non mutò molto, nonostante l'avvio di alcuni collegamenti regolari conto terzi.
Nel settembre 2009 l'azienda annunciava che si sarebbe dedicata unicamente al settore charter ma la fine era ormai vicina. Il 16 novembre 2009 cessò le operazioni e fu posta in liquidazione, decretata il successivo 7 dicembre.

## Flotta
La flotta a dicembre 2009
- 1 Boeing 737-400 F-GLXQ
- 2 Boeing 737-800 F-GZZA, F-GIRS